# Люнебургіт
Люнебургіт, люнебурґіт (рос. люнебургит; англ. luneburgite; нім. Lüneburgit m) — мінерал, водний основний борофосфат магнію.

## Загальний опис
Хімічна формула: Mg3B2[PO4]2 (OH)6·5H2O. Склад у % (з родов. Люнебурґ, ФРН): MgO — 25,3; P2O5 — 29,8; B2O3 — 12,7; H2O — 32,2.
Сингонія моноклінна.
Вид псевдогексагональний.
Утворює псевдогексагональні таблички, волокнисті або землисті маси.
Густина 2,05.
Твердість 2.
Колір білий до коричнево-білого.
Спайність по (110) під кутом 73°.
Знайдений у гіпсоносних мергелях Люнебурґу (Ганновер, ФРН), у соляних відкладах шт. Нью-Мексико (США) та на Прикарпатті. Рідкісний.
За назвою родов. Люнебурґ (C.Nöllner, 1870).